# Frankeshoven
Frankeshoven is een weinig belangrijk gehucht in de Duitse gemeente Elsdorf, deelstaat Noordrijn-Westfalen, en telde eind mei 2024 volgens de gemeentewebsite 43 inwoners. Het ligt tussen de dorpen Oberembt en Niederembt in, en behoort tot het stadsdistrict Niederembt.